# Calaf (kommun)
Calaf är en kommun i Spanien.   Den ligger i provinsen Província de Barcelona och regionen Katalonien, i den östra delen av landet, 500 km öster om huvudstaden Madrid. Antalet invånare är 3 538. Arean är 9,2 kvadratkilometer. Calaf gränsar till Calonge de Segarra, Sant Pere Sallavinera, Els Prats de Rei, Sant Martí Sesgueioles och Pujalt. 
Terrängen i Calaf är platt.